# Volcà del Cairat
El Volcà del Cairat és un volcà situat al municipi de Sant Joan les Fonts, a la comarca catalana de la Garrotxa.